# Luigi Biondi
Luigi Biondi (Roma, 21 settembre 1776 – Roma, 3 settembre 1839) è stato uno scrittore e archeologo italiano.

## Biografia
Nato da nobile famiglia d'origine toscana, il Biondi rimase ben presto orfano di padre e fu accolto dall'avvocato monsignor Alessandro Maria Tassoni, che gli fu maestro e consigliere.
Nel 1792 si sposò con Maria Domenica Fumasoni, della quale acquisì il cognome dopo il matrimonio e con la quale ebbe un figlio, Francesco Fumasoni Biondi, poeta e notaio in Marino, sui Colli Albani.
Diventò membro dell'accademia dell'Arcadia utilizzando lo pseudonimo di "Filauro Erimanteo" e nel 1817 conobbe Maria Anna di Savoia, figlia di Vittorio Amedeo III di Savoia, il quale lo nominò suo maggiordomo, soprintendente generale ed amministratore di ogni patrimonio: con questa qualifica il Biondi incominciò gli scavi archeologici nella tenuta all'epoca sabauda di Tor Marancia, che andarono avanti fino al 1823. Al termine di essi scrisse un resoconto, pubblicato solo dopo la sua morte dall'amico e consulente Bartolomeo Borghesi.
Sempre su commissione della duchessa sabauda il Biondi eseguì alcuni scavi archeologici nell'antica città di Tusculum, sull'omonima altura in territorio di Monte Porzio Catone, ai Castelli Romani: fu fra i primi archeologi a redigere un rapporto dei ritrovamenti effettuati negli scavi. Per questi successi archeologici fu nominato presidente della pontificia accademia romana di archeologia, in compagnia di illustri colleghi come Antonio Nibby e Luigi Canina.
Alla morte di Maria Anna di Savoia, nel 1824, il fratello di questa, Carlo Felice di Savoia, incaricò il Biondi di eseguire una campagna di scavi presso villa Rufinella a Frascati: in seguito, in considerazione dei meriti maturati dallo studioso, i Savoia gli riconobbero il titolo nobiliare di marchese. A questo punto il Biondi si dedicò alla poesia e al teatro, scrivendo una tragedia mai rappresentata ("Dante in Ravenna") e letteratura di facile lettura, come gli "Scherzi anacreontici".
Nel 1828 morì la moglie Maria Domenica, fatto che lo lasciò segnato e depresso: morì a Roma il 3 settembre 1839, minato dallo studio e dalla fatica intellettuale.

## Opere
- Lettera sull'antica celebre pittura conosciuta sotto il nome delle Nozze Aldobrandine scritta al ch. marchese Giuseppe Antinori da Luigi Biondi romano ..., Roma, 1815.
- Lettera del cavalier Luigi Biondi al conte Giulio Perticari intorno agli onori parentali renduti a Dante nel compiere l'anno cinquecentesimo dopo la morte di lui, in Giornale Arcadico, tomo XI, Roma, 1821.[8]
- Vita di monsignore Alessandro Tassoni, Pisa,  1822.
- In morte di Giulio Perticari cantica di Luigi Biondi, Genova, 1823.
- Lettera del conte Luigi Biondi al signor Salvatore Betti nella quale si dimostra che alcune delle favole di Esopo, volgarizzate nel buon secolo della lingua, erano scritte in verso, Roma, 1825
- Le dicerie di ser Filippo Ceffi, Torino, 1825.
- Ragionamento del conte Luigi Biondi marchese di Badino intorno ai ritratti di Lodovico Ariosto e della donna di lui dipinti da Filippo Agricola romano ..., Roma, 1827.
- Considerazioni sulla Georgica di Virgilio tradotta dal marchese Luigi Biondi romano, Roma, 1832.
- Nel ritrovamento delle spoglie mortali di Raffaello Sanzio da Urbino sotto la statua della B. V. detta del Sasso nel Panteon. Canzone / del marchese Luigi Biondi, Roma, 1833.
- Scherzi anacreontici, Roma, 1835.
- Dante in Ravenna. Dramma del marchese Luigi Biondi, Torino, 1837.
- Egloghe di Virgilio, di Calpurnio, di Nemesiano, del Petrarca e del Sannazaro. Volgarizzate dal marchese Luigi Biondi, Roma, 1841.
- I Monumenti Amaranziani, Roma, 1843.